# تپه خیرآباد شماره ۱
تپه خیرآباد شماره ۱ مربوط به دوران پیش از تاریخ ایران باستان است و در شهرستان شاهرود، بخش مرکزی، روستای بدشت واقع شده و این اثر در تاریخ ۲۵ خرداد ۱۳۸۱ با شمارهٔ ثبت ۵۸۶۷ به‌عنوان یکی از آثار ملی ایران به ثبت رسیده است.